# Nick Pope
Nicholas David Pope (* 19. dubna 1992 Soham) je anglický profesionální fotbalový brankář, který hraje v anglickém klubu Newcastle United FC a v anglickém národním týmu.
Pope zahájil svou kariéru v akademii Ipswich Town a poté, co klub opustil ve věku 16 let, se přesunul do Bury Town. V květnu 2011 podepsal smlouvu s Charlton Athletic hrající v League One. V průběhu svého angažmá odcházel na častá hostování. Pope přestoupil do prvoligového Burnley v červenci 2016.

## Klubová kariéra
Pope se narodil v Sohamu v Cambridgeshire. Brankář zahájil svou kariéru v mládeži Ipswich Town ve věku 10 a klub opustil o 6 let později. Po svém odchodu z Ipswiche nastoupil v roce 2008 do Bury Townu, hrající 8. nejvyšší soutěž. V týmu debutoval ve věku pouhých 16 let.

### Charlton Athletic
Dne 24. května 2011 přestoupil Pope do třetiligového klubu Charltonu Athletic poté, co si ho kluboví skauti vyhlédli při vítězství 2:1 nad Billericay Town. Podepsal dvouletou smlouvu a Charlton mu také zaplatil studia na University of Roehampton. 7. února 2012 podepsal Pope novou dvouroční smlouvu s Charltonem. Debutoval 4. května 2013, v posledním zápase sezóny 2012/13, když v 71. minutě vystřídal Davida Buttona při domácím vítězství 4:1 proti Bristol City v EFL Championship. Pope podepsal novou tříletou smlouvu s klubem v září 2013.
Dne 5. června 2014 podepsal Pope novou čtyřletou smlouvu do června 2018.

#### Hostování

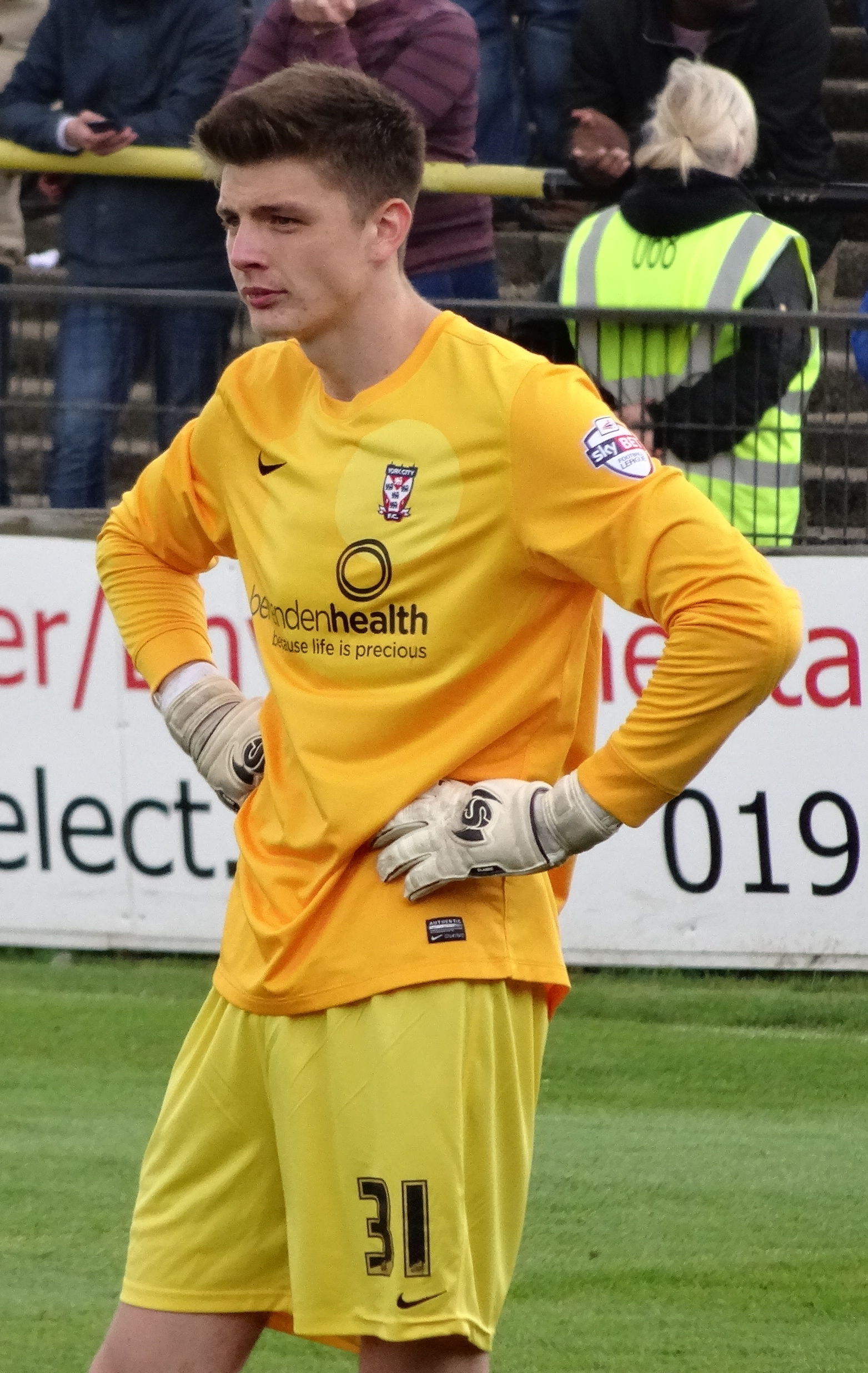
Pope hrající za York City (2014)

V srpnu 2011 odešel Pope na dvouměsíční hostování do Harrow Borough, hrající 7. ligu. Během 19 utkání si Pope udržel tři čistá konta a chytil dva pokutové kopy. V prosinci 2011 měl Pope přestoupit do pětiligového klubu Kettering Town, dohoda ale nakonec nebyla uzavřena kvůli zákazu přestupů, který dostal Kettering po neplacení platů svým hráčům. Pope se tak 21. prosince 2011 připojil na měsíční hostování do klubu Welling United. 7. března 2013 odešel Pope na další měsíční hostování, tentokrát do Cambridge United. V devíti zápasech udržel čtyři čistá konta.
Dne 26. září 2013 se Pope připojil na měsíc do Aldershot Town. 21. listopadu 2013 odešel na měsíční hostování do čtvrtoligového klubu York City, ale již po dvou zápasech bych povolán zpátky do Charltonu. 16. ledna 2014 se Pope vrátil do Yorku na hostování do konce sezóny 2013/14, kde udržel 16 čistých štítů ve 24 zápasech.
Dne 6. ledna 2015 se Pope připojil k Bury FC na hostování po zbytek sezóny 2014/15. Debutoval 17. ledna 2015 při remíze 1:1 proti Wycombe Wanderers. Odehrál 22 zápasu a pomohl Bury k postupu do League One, když skončili na třetí příčce.

### Burnley
Dne 19. července 2016 Pope přestoupil do prvoligového Burnley, kde podepsal smlouvu na tři roky. Pope debutoval v Premier League 10. září 2017, když vystřídal zraněného Toma Heatona v prvním poločase výhry 1:0 nad Crystal Palace. Do základní sestavy se poprvé dostal následující týden, 16. září 2017, startoval proti Liverpoolu při remíze 1:1. 9. října podepsal Pope novou smlouvu do roku 2020. 26. července 2018 si vykloubil rameno po srážce se Samem Cosgrovem během druhého předkola Evropské ligy UEFA proti skotskému Aberdeenu.
V květnu 2019 podepsal Pope novou smlouvu do roku 2023. Během sezóny 2019/20 nechyběl v lize ani minutu. V sezóně udržel 15 čistých kont, díky čemuž se stal druhým nejlepším brankářem Premier League za Brazilcem Alissonem. Ocenění Golden Glove mu uniklo o jedno čisté konto, když v posledním zápase sezóny inkasoval dva góly při domácí prohře 1:2 s Brightonem. 11. července 2020 remizovalo Burnley 1:1 v utkání proti Liverpoolu a stalo se tak jediným týmem, který obral Liverpool o body na Anfieldu. Pope byl chválen za svůj výkon v zápase, když provedl osm zákroků, čímž zabránil výhře Liverpoolu.

## Reprezentační kariéra
Pope byl poprvé povolán do anglické reprezentace 15. března 2018. Byl součástí 23členného týmu na Mistrovství světa 2018. Debutoval 7. června 2018 v přátelském zápase proti Kostarice, když v 65. minutě vystřídal Jacka Butlanda. Svůj první soutěžní zápas odehrál 17. listopadu 2019 při vítězství 4:0 proti Kosovu v rámci kvalifikace na Euro 2020. V březnu 2021, poté, co Anglie porazila Albánii 2:0, se Pope stal prvním brankářem, který si udržel čisté konto v jednou ze svých prvních šesti zápasech v národním týmu.

## Statistiky

### Klubové
K 4. dubnu 2021
| Klub                     | Sezóna  | Liga                             | Liga   | Liga | FA Cup | FA Cup | EFL Cup | EFL Cup | Ostatní | Ostatní | Celkem | Celkem |
| Klub                     | Sezóna  | Liga                             | Zápasy | Góly | Zápasy | Góly   | Zápasy  | Góly    | Zápasy  | Góly    | Zápasy | Góly   |
| ------------------------ | ------- | -------------------------------- | ------ | ---- | ------ | ------ | ------- | ------- | ------- | ------- | ------ | ------ |
| Charlton Athletic        | 2011/12 | League One                       | 0      | 0    | 0      | 0      | —       | —       | —       | —       | 0      | 0      |
| Charlton Athletic        | 2012/13 | Championship                     | 1      | 0    | 0      | 0      | 0       | 0       | —       | —       | 1      | 0      |
| Charlton Athletic        | 2013/14 | Championship                     | 0      | 0    | 0      | 0      | 0       | 0       | —       | —       | 0      | 0      |
| Charlton Athletic        | 2014/15 | Championship                     | 8      | 0    | 0      | 0      | 1       | 0       | —       | —       | 9      | 0      |
| Charlton Athletic        | 2015/16 | Championship                     | 24     | 0    | 1      | 0      | 3       | 0       | —       | —       | 28     | 0      |
| Charlton Athletic        | Celkem  | Celkem                           | 33     | 0    | 1      | 0      | 4       | 0       | —       | —       | 38     | 0      |
| Harrow Borough (host.)   | 2011/12 | Isthmian League Premier Division | 15     | 0    | 0      | 0      | —       | —       | 4       | 0       | 19     | 0      |
| Welling United (host.)   | 2011/12 | Conference South                 | 4      | 0    | —      | —      | —       | —       | —       | —       | 4      | 0      |
| Cambridge United (host.) | 2012/13 | National League                  | 9      | 0    | —      | —      | —       | —       | —       | —       | 9      | 0      |
| Aldershot Town (host.)   | 2013/14 | National League                  | 5      | 0    | —      | —      | —       | —       | —       | —       | 5      | 0      |
| York City (host.)        | 2013/14 | League Two                       | 22     | 0    | —      | —      | —       | —       | 2       | 0       | 24     | 0      |
| Bury (host.)             | 2014/15 | League Two                       | 22     | 0    | —      | —      | —       | —       | —       | —       | 22     | 0      |
| Burnley                  | 2016/17 | Premier League                   | 0      | 0    | 3      | 0      | 1       | 0       | —       | —       | 4      | 0      |
| Burnley                  | 2017/18 | Premier League                   | 35     | 0    | 1      | 0      | 2       | 0       | —       | —       | 38     | 0      |
| Burnley                  | 2018/19 | Premier League                   | 0      | 0    | 2      | 0      | 0       | 0       | 1       | 0       | 3      | 0      |
| Burnley                  | 2019/20 | Premier League                   | 38     | 0    | 0      | 0      | 0       | 0       | —       | —       | 38     | 0      |
| Burnley                  | 2020/21 | Premier League                   | 29     | 0    | 0      | 0      | 1       | 0       | —       | —       | 30     | 0      |
| Burnley                  | Celkem  | Celkem                           | 102    | 0    | 6      | 0      | 4       | 0       | 1       | 0       | 113    | 0      |
| Celkem                   | Celkem  | Celkem                           | 212    | 0    | 7      | 0      | 8       | 0       | 7       | 0       | 234    | 0      |

### Reprezentační
K 31. březnu 2021
| Anglie | Anglie | Anglie |
| Rok    | Zápasy | Góly   |
| ------ | ------ | ------ |
| 2018   | 1      | 0      |
| 2019   | 1      | 0      |
| 2020   | 2      | 0      |
| 2021   | 3      | 0      |
| Celkem | 7      | 0      |

## Ocenění

### Individuální
- Jedenáctka sezóny Premier League: 2019/20[41]
- Hráč roku Burnley FC: 2017/18,[42] 2019/20[43]
- Hráč roku Burnley FC podle hráčů: 2017/18,[42] 2019/20[43]